# Адміністративний устрій Свалявського району
Адміністративний устрій Свалявського району — адміністративно-територіальний поділ Свалявського району Закарпатської області на 1 міську і 13 сільських рад, які об'єднують 29 населених пунктів та підпорядковані Свалявській районній раді. Адміністративний центр — місто Свалява.

## Список радСвалявського району
| №  | Назва                        | Центр         | Населені пункти                                               | Площа км² | Місце за площею | Населення (2001), осіб. | Місце за населенням |
| -- | ---------------------------- | ------------- | ------------------------------------------------------------- | --------- | --------------- | ----------------------- | ------------------- |
| 1  | Свалявська міська рада       | м. Свалява    | м. Свалява с. Драчино                                         |           |                 |                         |                     |
| 2  | Березниківська сільська рада | с. Березники  | с. Березники                                                  |           |                 |                         |                     |
| 3  | Ганьковицька сільська рада   | с. Ганьковиця | с. Ганьковиця                                                 |           |                 |                         |                     |
| 4  | Голубинська сільська рада    | с. Голубине   | с. Голубине                                                   |           |                 |                         |                     |
| 5  | Дусинська сільська рада      | с. Дусино     | с. Дусино с. Лопушанка с. Плав'я с. Росош                     |           |                 |                         |                     |
| 6  | Керецьківська сільська рада  | с. Керецьки   | с. Керецьки                                                   |           |                 |                         |                     |
| 7  | Неліпинська сільська рада    | с. Неліпино   | с. Неліпино с. Вовчий с. Сасівка                              |           |                 |                         |                     |
| 8  | Плосківська сільська рада    | с. Плоске     | с. Плоске с. Оленьово с. Павлово с. Плоский Потік с. Яківське |           |                 |                         |                     |
| 9  | Полянська сільська рада      | с. Поляна     | с. Поляна с. Уклин                                            |           |                 |                         |                     |
| 10 | Родниківська сільська рада   | с. Родниківка | с. Родниківка с. Родникова Гута                               |           |                 |                         |                     |
| 11 | Солочинська сільська рада    | с. Солочин    | с. Солочин                                                    |           |                 |                         |                     |
| 12 | Стройненська сільська рада   | с. Стройне    | с. Стройне с. Черник                                          |           |                 |                         |                     |
| 13 | Сусківська сільська рада     | с. Сусково    | с. Сусково с. Пасіка                                          |           |                 |                         |                     |
| 14 | Тибавська сільська рада      | с. Тибава     | с. Тибава с. Мала Мартинка                                    |           |                 |                         |                     |

* Примітки: м. — місто, с. — село